# TNFRSF25
Il recettore del fattore di necrosi tumorale 25 è una proteina recettoriale che, nell'essere umano, è codificata dal gene TNFRSF25 e fa parte della superfamiglia dei recettori del fattore di necrosi tumorale.

## Espressione e attività
È espresso in particolar modo nei linfociti T attivati e già venuti a contatto con l'antigene, oltre che nei linfociti T regolatori FoxP3+. Il recettore è stato dimostrato interagire con TRADD, stimolando l'attività di NF-κB e, tramite FADD, delle caspasi, regolando la morte cellulare programmata. È attivato dal ligando TL1A ed esiste in numerose isoforme, alcune delle quali vengono secrete. In assenza di altre molecole stimolatrici, TNFRSF25 genera una proliferazione intensa e estremamente specifica di linfociti T regolatori FoxP3+, che in cinque giorni possono passare, in termini di frequenza relativa a tutti i linfociti CD4, dall'8-10% al 35-40% del totale.

## Significato clinico
Gli agonisti del TNFRSF25 possono essere utilizzati per ridurre, in modelli sperimentali, l'infiammazione in caso di asma, cheratite e trapianti allogenici di organi solidi. Inoltre, dal momento che l'attivazione del recettore dipende dal contatto con l'antigene, la co-stimolazione di TNFRSF25 con un autoantigeno e un antigene vaccinico può portate rispettivamente all'esacerbazione di una malattia autoimmune o a un incremento dell'immunità secondaria a vaccinazione. Negli esseri umani la stimolazione di tale recettore potrebbe portare a effetti simili, mediante legame con molecole quali CTLA-4 e PD-1.